# Borough of Burnley
Borough of Burnley  är ett distrikt (motsvarande kommun) i grevskapet Lancashire i England, Storbritannien. Distriktet har 95 553 invånare (2022). Större orter är Burnley och Padiham. Staden Burnley tillhör inte någon civil parish, resten av distriktet är indelat i åtta civil parishes.